# デュワー冷却器

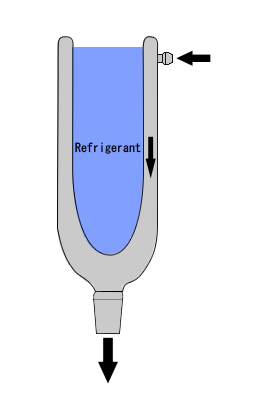
デュワー冷却器の構造。水色の部分に冷媒を入れる。気体は矢印の方向に流れ、冷却部の下端で液化する

デュワー冷却器（デュワーれいきゃくき、英: Dewar condenser）は気体を極低温に冷却し、液化させるために使用される冷却器である。イギリス人化学者・物理学者のジェイムズ・デュワーによって1890年代に考案された。ジュワー冷却器と表記することもある。

## 構造
冷却する気体を流し込む外層と、冷媒を入れる内槽で構成されている。外層上部には冷却する気体を流し込むための管があり、流し込まれた気体は内槽の冷媒によって凝縮されて液化する。下にフラスコなどを装着しておき、液化した物質を捕集する。
内槽に入れる冷媒は扱いやすさ・安全性・価格などの理由から、メタノールやアセトン・ジクロロメタンなどにドライアイスを入れたもの（−70から−80℃に冷却可能）、液体窒素（−190℃程度まで冷却可能）などが用いられる。
研究用の小型のものには通常耐熱ガラスで作られたものが使用される。

## 用途
通常ジムロート冷却器などでは水などの冷媒を流して用いるため、沸点が低い物質は液化させることができない。デュワー冷却器は氷水などより低温で凝集させる必要が場合に利用される。例として、バーチ還元で使う液体アンモニア（沸点−33℃）を実験室で用意する場合が挙げられる。また、ジメチルジオキシランの調製は減圧下に行われる。そのため、溶媒および基質として用いるアセトンの沸点は室温よりも低くなる。ジメチルジオキシランは普通アセトン溶液として保存・使用されるので、デュワー冷却器を組み込んだ装置で合成・収集される。すなわち、反応容器で発生させたジメチルジオキシランを上図右上の管からデュワー冷却器に誘導し、気化したアセトンと共に下部に接続したフラスコに集める。
そのほか、室温以上では不安定な化合物を減圧蒸留する場合や、真空系中に含まれる気体をできる限り取り除く目的でも使われる。高真空下では物質の沸点が低くなるため、デュワー冷却器など極低温の冷媒を取り扱える冷却器でなければ液化させることができない。